# Kagoshima prefektur
Kagoshima prefektur (japanska: 鹿児島県?, Kagoshima-ken) är en av Japans 47 prefekturer.
Residensstaden är Kagoshima.

## Geografi

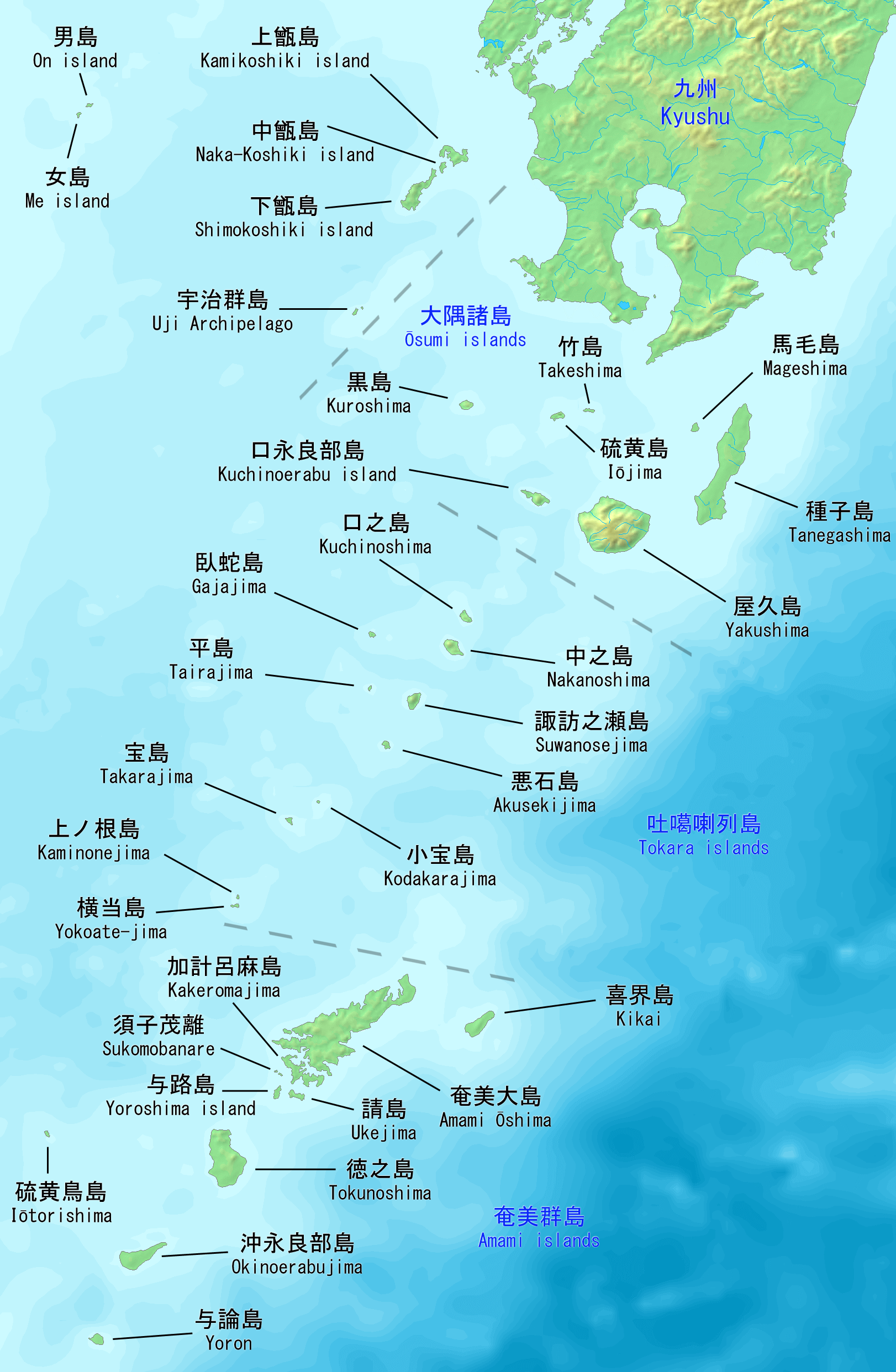
Satsunanöarna

Prefekturen är den sydligaste fastlandsprefekturen och består av den sydvästra delen av ön Kyushu och Satsunanöarna. Satsunanöarna är de norra öarna bland Ryukyuöarna, där de södra öarna utgör prefekturen Okinawa.
Satsunanöarna (Satsunan-shotō) omfattar ögrupperna
- Osumiöarna, Osumi-shotō
- Tokaraöarna, Tokara-shotō
- Amamiöarna, Amami-shotō

## Administrativ indelning
Prefekturen var år 2016 indelad i 19 städer (-shi) och 24 kommuner (-chō).
Kommunerna grupperas i åtta distrikt (-gun). Distrikten har ingen administrativ funktion utan fungerar i huvudsak som postadressområden.
Städer:
- Aira, Akune, Amami, Hioki, Ibusuki, Ichikikushikino, Isa, Izumi, Kagoshima, Kanoya, Kirishima, Makurazaki, Minamikyūshū, Minamisatsuma, Nishinoomote, Satsumasendai, Shibushi, Soo, Tarumizu

Distrikt och kommuner:
| - Aira distrikt - Yūsui - Izumi distrikt - Nagashima - Kagoshima distrikt - Mishima - Toshima - Kimotsuki distrikt - Higashikushira - Kimotsuki - Kinkō - Minamiōsumi - Kumage distrikt - Minamitane - Nakatane - Yakushima | - Ōshima distrikt - Amagi - China - Isen - Kikai - Setouchi - Tatsugō - Tokunoshima - Uken - Wadomari - Yamato - Yoron - Satsuma distrikt - Satsuma - Soo distrikt - Ōsaki |